# Tudo Igual... SQN
Tudo Igual… SQN é uma série de televisão brasileira de comédia dramática, produzida pela Cinefilm para o Disney+. É a primeira produção brasileira original do Disney+ e a quarta produzida na América Latina. A série é baseada no romance juvenil Na porta ao lado da escritora brasileira Luly Trigo. A primeira temporada de dez episódios foi lançada no Brasil e em Portugal em 25 de maio de 2022.  A segunda temporada estreou em 27 de setembro de 2023.

## Enredo
Carol, de 16 anos, está passando por um período de grandes mudanças em sua vida. Por um lado, Carol tem que lidar com o casamento de sua mãe com seu novo namorado e o relacionamento iminente com seu futuro meio-irmão. Por outro lado, um novo ano letivo se inicia no ensino médio, no qual Carol inicia seu primeiro relacionamento real e vivencia várias situações com seus amigos de longa data que também colocam sua amizade à prova. Carol enfrenta os desafios típicos de ser uma adolescente e vivencia sentimentos que nunca sentiu dessa forma antes e aprende que o primeiro passo para a felicidade é se conhecer e também respeitar seus próprios sentimentos, mesmo que você cometa um ou dois erros  no caminho para lá.

### Principal
| Ator/Atriz          | Personagem         | Temporadas | Temporadas |
| Ator/Atriz          | Personagem         | 1ª 2022    | 2ª 2023    |
| ------------------- | ------------------ | ---------- | ---------- |
| Gabriella Saraivah  | Carol              |            |            |
| Ana Jeckel          | Beta               |            |            |
| Duda Matte          | Beatriz (Trix)     |            |            |
| Clara Buarque       | Amanda             |            |            |
| Guilhermina Libanio | Pri                |            |            |
| Daniel Botelho      | Tomás Araújo       |            |            |
| Miá Mello           | Beth               |            |            |
| Gabriel Isaac       | Leonardo (Leo)     |            |            |
| Kiko Pissolato      | Carlos Araújo      |            |            |
| Guthierry Sotero    | Bruno              |            |            |
| Ronald Sotto        | Bernardo           |            |            |
| Gabriel Falcão      | Alex Fernandes     |            |            |
| João Vitti          | Fabrício Fernandes |            |            |
| Einat Falbel        | Martha Fernandes   |            |            |
| Gabriela Yagui      | Liz                |            |            |
| Bruno Peixoto       | Igor               |            |            |
| Julia Córtex        | Tássia             |            |            |
| Natallia Rodrigues  | Letícia            |            |            |
| Camilla Camargo     | Ariane             |            |            |

Participações Especiais
| Atores            | Personagens    |
| ----------------- | -------------- |
| Nando Brandão     | Jorge          |
| Diego Kropotoff   | Boy Academia   |
| Juliano Lobreiro  | Boy Surfista   |
| Danilo Neves      | Boy Ativista   |
| Giovana Sabadin   | Carol (8 anos) |
| Isabella Ludmylla | Beta (8 anos)  |
| Carlos Rosário    | Josias         |
| Frida Takts       | Marlene        |
| Midra             | Poeta SLAM     |
| Daniella Pinfildi | Kátia Trix     |

## Episódios

### 1.ª Temporada (2022)
| N.º na série | N.º na temp. | Título                          | Dirigido por      | Escrito por                                       | Lançamento         |
| --- | ------------ | ------------------------------- | ----------------- | ------------------------------------------------- | ------------------ |
| 1 | 1            | "É Só Mais Um Ano... SQN!"      | Juliana Vonlanten | André Rodrigues, Luly Trigo e Juliana Vonlanten   | 25 de maio de 2022 |
| A vida da Carol vira de cabeça para baixo porque sua mãe vai se casar com um homem que tem um filho adolescente. Roberta dorme na loja de discos do irmão após brigar com os pais. Trix volta dos EUA e dá menos atenção ao seu namorado. E um garoto aparece na vida das meninas. |              |                                 |                   |                                                   |                    |
| 2 | 2            | "Vai Dar Tudo Certo... SQN!"    | Juliana Vonlanten | André Rodrigues, Luly Trigo e Juliana Vonlanten   | 25 de maio de 2022 |
| Carol trata mal o Carlos e o Tomás, que não quer ficar no Rio. O dia da Carol é um desastre, mas conhece o Bernardo, despertando seu interesse. Roberta e Tomás se aproximam e começam uma amizade.                                                                                |              |                                 |                   |                                                   |                    |
| 3 | 3            | "É Só Amizade... SQN!"          | Juliana Vonlanten | André Rodrigues, Luly Trigo e Leandro Matos       | 25 de maio de 2022 |
| Beta mente para as amigas e sai com Tomás. Carol, Trix e Amanda são voluntárias de uma ação de limpeza na praia junto Pri, uma menina nova da escola. Carol e Bernardo se conhecem melhor.                                                                                         |              |                                 |                   |                                                   |                    |
| 4 | 4            | "Deu Tudo Errado... SQN!"       | Juliana Vonlanten | André Rodrigues, Luly Trigo e Fernanda Brandalise | 25 de maio de 2022 |
| Durante um evento, Carol e Beta tentam reatar a amizade. Bruno dá um gelo em Trix. Amanda tem três pretendentes atrás dela. |              |                                 |                   |                                                   |                    |
| 5 | 5            | "As Melhores Escolhas... SQN!"  | Juliana Vonlanten | André Rodrigues, Luly Trigo e Juliana Vonlanten   | 25 de maio de 2022 |
| Carol tem o seu primeiro encontro com Bernardo e está muito animada. Tomás não aceita o gelo de Beta e tenta se aproximar dela. Amanda marca um encontro com três garotos ao mesmo tempo. E Pri publica um vídeo de Trix na internet sem o seu consentimento.                      |              |                                 |                   |                                                   |                    |
| 6 | 6            | "Sem Segredos... SQN!"          | Juliana Vonlanten | André Rodrigues, Luly Trigo e Fernanda Brandalise | 25 de maio de 2022 |
| Beta não sabe como contar para Carol sobre Tomás. Trix vê Beta beijando Tomás e se sente péssima. Carol está feliz com Bernardo. E Amanda não consegue se decidir entre os seus garotos.                                                                                           |              |                                 |                   |                                                   |                    |
| 7 | 7            | "Amigas Para Sempre... SQN!"    | Juliana Vonlanten | André Rodrigues, Luly Trigo e Juliana Vonlanten   | 25 de maio de 2022 |
| A amizade entre Carol e Beta parece ter chegado ao fim. Isso desestabiliza Trix. Durante um jogo de futebol, Bernardo e Tomás se estranham. Carol fica abalada com um segredo sobre o passado de Beth.                                                                             |              |                                 |                   |                                                   |                    |
| 8 | 8            | "Completamente Perdida... SQN!" | Juliana Vonlanten | André Rodrigues, Luly Trigo e Juliana Vonlanten   | 25 de maio de 2022 |
| Carol sai sem rumo pelo Rio de Janeiro. Preocupadas, Trix, Amanda e Pri pedem ajuda à Beta. Com isso, Tomás percebe que tem mais em comum com Carol do que imaginava. |              |                                 |                   |                                                   |                    |
| 9 | 9            | "A Poeira Baixou... SQN!"       | Juliana Vonlanten | André Rodrigues, Luly Trigo e Leandro Matos       | 25 de maio de 2022 |
| Beta e Carol retomam a amizade. A vida de Trix parece desmoronar. Beth recebe uma visita inesperada que pode acabar com seu casamento. |              |                                 |                   |                                                   |                    |
| 10 | 10           | "É O Fim... SQN!"               | Juliana Vonlanten | André Rodrigues, Luly Trigo e Juliana Vonlanten   | 25 de maio de 2022 |
| Carol e Tomás se unem para ajudar no casamento de Beth e Carlos. Bernardo diz que ama Carol. Trix sente-se confusa com seus sentimentos por Pri. Amanda pode ter encontrado o garoto da sua vida.                                                                                  |              |                                 |                   |                                                   |                    |

### 2.ª Temporada (2023)
| N.º na série | N.º na temp. | Título                                  | Dirigido por                      | Escrito por                                       | Lançamento             |
| --- | ------------ | --------------------------------------- | --------------------------------- | ------------------------------------------------- | ---------------------- |
| 1 | 11           | "Vai Ficar Tudo Bem... SQN!"            | Suzy Milstein e Juliana Vonlanten | André Rodrigues, Maria Laura César e Nara Marinho | 27 de setembro de 2023 |
| A proximidade entre Carol e Tomás foi além do que todos imaginavam após um beijo no meio do casamento. Trix lida com as escolhas que fez. Beta acha que a vida finalmente está melhorando e, com Tomás, tudo está indo bem... ou não. Amanda e Igor saem pela primeira vez.                                    |              |                                         |                                   |                                                   |                        |
| 2 | 12           | "Tudo sob Controle... SQN!"             | Suzy Milstein e Juliana Vonlanten | André Rodrigues, Maria Laura César e Nara Marinho | 27 de setembro de 2023 |
| Carol começa a imaginar o que poderia acontecer e como seria sua vida se desse uma chance a Tomás. Amanda recebe uma má notícia. |              |                                         |                                   |                                                   |                        |
| 3 | 13           | "Ninguém Vai Se Machucar... SQN!"       | Suzy Milstein e Juliana Vonlanten | André Rodrigues, Maria Laura César e Nara Marinho | 27 de setembro de 2023 |
| Amanda retorna do funeral da avó, é apoiada por Igor e se reencontra com sua paixão secreta: a música. Carol e Tomás se conhecem melhor. Beta está interessada em aprender a linguagem de sinais para poder acompanhar Leo. Pri tem uma conversa honesta com Trix. Tomás sofre um acidente com seu skate..     |              |                                         |                                   |                                                   |                        |
| 4 | 14           | "Sinceridade Em Primeiro Lugar... SQN!" | Suzy Milstein e Juliana Vonlanten | André Rodrigues, Maria Laura César e Nara Marinho | 27 de setembro de 2023 |
| Com o acidente de Tomás, Carol percebe que se preocupa mais com ele do que imaginava e decide terminar com Bernardo. Tomás termina com Beta. Igor começa a mostrar um novo lado de Amanda e Pri é chamada para criar uma coleção de moda e sente uma ligação com Trix.                                         |              |                                         |                                   |                                                   |                        |
| 5 | 15           | "Só Romance... SQN!"                    | Suzy Milstein e Juliana Vonlanten | André Rodrigues, Maria Laura César e Nara Marinho | 27 de setembro de 2023 |
| Pri e Tássia estão empenhadas em se reaproximar e a fluidez entre Pri e Trix não é a mesma. Pri convida Beta para fazer algumas artes para sua coleção de roupas. Tomás e Carol têm alguns encontros, aumentando a adrenalina do relacionamento.                                                               |              |                                         |                                   |                                                   |                        |
| 6 | 16           | "Primeira Vez... SQN!"                  | Suzy Milstein e Juliana Vonlanten | André Rodrigues, Maria Laura César e Nara Marinho | 27 de setembro de 2023 |
| As coisas entre Tomás e Carol começam a esquentar e os dois quase são pegos no quarto por Carlos. Beth fica surpresa ao descobrir que Beta não está mais com Tomás. Amanda e Carol conversam sobre a possibilidade de perderem a virgindade. Bruno e Trix se aproximam e Beta avisa a Carol que sabe de Tomás. |              |                                         |                                   |                                                   |                        |
| 7 | 17           | "Aniversário Perfeito... SQN!"          | Suzy Milstein e Juliana Vonlanten | Maria Laura César e Nara Marinho                  | 27 de setembro de 2023 |
| O aniversário de Carol está chegando e Beta convida Trix, Amanda e Pri para um show inesquecível no mesmo dia da festa de aniversário de Carol. Na festa, Pri olha para Trix de forma diferente, irritando Tássia. No final, Tomás oferece um ombro para Carol e Bernardo acaba descobrindo-os.                |              |                                         |                                   |                                                   |                        |
| 8 | 18           | "No Final Tudo Fica Bem... SQN!"        | Suzy Milstein e Juliana Vonlanten | Maria Laura César e Nara Marinho                  | 27 de setembro de 2023 |
| Finalmente chegou o dia do desfile de Pri e Carol reconquista os amigos, escondendo a saudade de Tomás. Pri está decidida a falar sobre seus sentimentos para Trix, mas encontra sua amiga namorando Bruno. Amanda fica dividida entre a opinião de Igor e seguir sua própria vontade.                         |              |                                         |                                   |                                                   |                        |

## Produção
A série foi anunciada pela primeira vez em um comunicado de imprensa com os futuros programas originais locais a serem lançados na plataforma. Em 2 de junho de 2021 foi anunciado que a produção da série havia começado no Rio de Janeiro e que sua estreia ocorreria em 2022.
A adaptação para série foi desenvolvida por André Rodrigues e Luly Trigo com produção da Cinefilm.
As gravações começaram oficialmente em março de 2021, em São Paulo. Por conta do agravamento da pandemia, as gravações foram suspensas e retornaram em 17 de maio e finalizadas em de 8 de julho do mesmo ano.[carece de fontes?]
A série foi renovada para uma segunda temporada antes mesmo da estreia, em janeiro de 2022.
Em 6 de maio de 2022, a Disney Brasil confirmou a estreia da produção para 25 de maio do mesmo ano.[carece de fontes?] Em 10 de maio, foi liberado o pôster e trailer oficial.
Em 30 de agosto de 2023, a Disney Brasil liberou as primeiras fotos oficiais, o trailer oficial e a confirmação da estreia da 2° temporada para o dia 27 de setembro de 2023. Em 7 de setembro, foi liberado o pôster.
A pré-estreia da 2° temporada ocorreu em 25 de setembro, com todo o elenco presente.